# Jawar
Jawar è una suddivisione dell'India, classificata come nagar panchayat, di 7.131 abitanti, situata nel distretto di Sehore, nello stato federato del Madhya Pradesh. In base al numero di abitanti la città rientra nella classe V (da 5.000 a 9.999 persone).

## Geografia fisica
La città è situata a 23° 02' 25 N e 76° 29' 23 E.

## Società

### Evoluzione demografica
Al censimento del 2001 la popolazione di Jawar assommava a 7.131 persone, delle quali 3.699 maschi e 3.432 femmine. I bambini di età inferiore o uguale ai sei anni assommavano a 1.274, dei quali 656 maschi e 618 femmine. Infine, coloro che erano in grado di saper almeno leggere e scrivere erano 3.772, dei quali 2.407 maschi e 1.365 femmine.